# Ломейко, Владимир Борисович
Влади́мир Бори́сович Ломе́йко (27 ноября 1935, Новороссийск — 15 августа 2009, Москва) — советский и российский дипломат, писатель и журналист, почётный профессор политологии Международного института специальных исследований системного анализа и кибернетики в Уинсорском университете (Канада). Постоянный представитель СССР и Российской Федерации при ЮНЕСКО (1988—1993).  Чрезвычайный и полномочный посол.
Президент Баден-Баденского форума «Германо-российский диалог», член Русского интеллектуального клуба.

## Биография
В 1960 году окончил Московский государственный институт международных отношений МИД СССР. Доктор исторических наук.
В 1959—1962 годах — атташе по связям с молодёжью Советского посольства в Германской Демократической Республике.
В 1962—1963 годах — на ответственной работе в Комитете молодёжных организаций СССР (КМО). 
В 1963—1966 годах — заместитель председателя КМО СССР и в течение нескольких лет принимал активное участие в международном молодёжном движении. Одновременно начал заниматься журналистикой, публикуя статьи в «Комсомольской правде» и других молодёжных изданиях.
В 1966—1968 годах — на ответственной работе в аппарате ЦК КПСС. 
В 1968—1984 годах — в Агентстве печати «Новости».
С 1972 годах — главный редактор Главной редакции Западной Европы в АПН.
В 1977—1984 годах — постоянный колумнист в крупнейшей газете Финляндии «Хельсингин саномат». Политобозреватель АПН, международный обозреватель Литературной газеты.
В 1984 году в соавторстве с Анатолием Громыко написал книгу «Новое мышление в ядерный век», которая была удостоена премии имени В. Воровского за лучшую политическую книгу 1984 года.
В 1984—1986 годах — руководитель Пресс-центра МИД СССР, ввёл в практику регулярные брифинги и пресс-конференции для советских и иностранных журналистов.
В 1986—1988 годах — посол по особым поручениям и представитель СССР в Комиссии ООН по правам человека в Женеве.
В 1988—1993 годах — постоянный представитель СССР, а затем Российской Федерации при ЮНЕСКО в Париже. В этот период по его инициативе была разработана и принята программа «ЮНЕСКО-Чернобыль» и проведена международная акция «Солидарность с детьми Чернобыля», когда 1235 детей из Чернобыльской зоны были приглашены на отдых в 15 стран Западной Европы.
В 1994—1997 годах — специальный советник генерального директора ЮНЕСКО.
Ломейко активно содействовал созданию Международного института ЮНЕСКО в МосГУ «Молодёжь за культуру мира и демократии». Так же способствовал проведению международных конференций под эгидой ЮНЕСКО.

## Награды и звания
Награждён орденом «Знак Почёта», мальтийским крестом «За заслуги».

## Избранная библиография
- Мятеж атомных заложников (По ту сторону). — М.: Советская Россия, 1984
- Левее истины: Рецидив детской болезни «левачества» в студенческом движении Запада. — М.: Молодая гвардия, 1970. — 112 с. — (Библиотечка "Молодежь, революция, прогресс").